# لولاهای جهنم
لولاهای جهنم (به انگلیسی: Hell's Hinges) فیلمی ۶۴ دقیقه‌ای به کارگردانی چارلز سویکارد با بازی ویلیام اس هارت محصول کشور ایالات متحده آمریکا است.